# Eunemorilla mixta
Eunemorilla mixta är en tvåvingeart som först beskrevs av Townsend 1927.  Eunemorilla mixta ingår i släktet Eunemorilla och familjen parasitflugor. Inga underarter finns listade i Catalogue of Life.